# Maire de Castroponce
Maire de Castroponce é um município da Espanha na província de Zamora, comunidade autónoma de Castela e Leão, de área 14,51 km² com população de 204 habitantes (2007) e densidade populacional de 15,85 hab/km².

## Demografia
| Variação demográfica do município entre 1991 e 2004 | Variação demográfica do município entre 1991 e 2004 | Variação demográfica do município entre 1991 e 2004 | Variação demográfica do município entre 1991 e 2004 |
| --------------------------------------------------- | --------------------------------------------------- | --------------------------------------------------- | --------------------------------------------------- |
| 1991                                                | 1996                                                | 2001                                                | 2004                                                |
| 307                                                 | 270                                                 | 237                                                 | 230                                                 |